# Tetramorium flaviceps
Tetramorium flaviceps är en myrart som beskrevs av Arnold 1960. Tetramorium flaviceps ingår i släktet Tetramorium och familjen myror. Inga underarter finns listade i Catalogue of Life.